# Gischow
Gischow è una località del comune di Lübz nel Meclemburgo-Pomerania Anteriore, in Germania.
Appartiene al circondario (Kreis) di Ludwigslust-Parchim (targa PCH) ed è parte della comunità amministrativa (Amt) di Eldenburg Lübz.
Già comune autonomo, il 26 maggio del 2019 è stato incorporato al comune di Lübz.